# تازة كند (أوجان الشرقي)
تازة کند (بالفارسية: تازه‌کند) هي منطقة سكنية تقع في إيران في قسم أوجان الشرقي الريفي. يقدر عدد سكانها بـ 134 نسمة .